# 奧塞布爾鎮區 (密歇根州羅斯康芒縣)
奧塞布爾鎮區（英語：Au Sable Township）是位於美國密歇根州羅斯康芒縣的一個行政鎮區。

## 地方資料
奧塞布爾鎮區的面積為92.67平方千米，當中陸地面積為92.36平方千米，而水域面積為0.31平方千米。根據2020年美國人口普查的數據，當地共有人口236人，而人口密度為每平方千米2.55人。